# Idea kanarensis
Idea kanarensis är en fjärilsart som beskrevs av Moore 1890. Idea kanarensis ingår i släktet Idea och familjen praktfjärilar. Inga underarter finns listade i Catalogue of Life.